# Freiburg/Elbe
Freiburg/Elbe település Németországban, azon belül Alsó-Szászország tartományban. Lakosainak száma 1838 fő (2023. december 31.).
Freiburg/Elbe (németül Fryborg) város Alsó-Szászországban, Stade járásban, Nordkehdingen közös önkormányzatához tartozik.

## Fekvése
Az Elba délnyugati partján, körülbelül a 682. folyamkilométernél fekszik, és nagyon messze északra van Stade járáson belül. Légvonalban 27 kilométerre van Stade-tól és 40 kilométerre Cuxhaven-től. A legközelebbi nagyobb város Glückstadt az Elba másik oldalán, Schleswig-Holsteinben található, és a Glückstadt-Wischhafen Elba kompjárattal érhető el.
Szomszédos települései: az Elba mentén Freiburg (a folyó által elválasztva) a Schleswig-Holsteini Brokdorf és Wewelsfleth településekkel határos. Alsó-Szászország felől délkeletre Wischhafen, délre Oederquart és nyugatra Krummendeich Freiburg szomszédos települései.

## Története
Freiburg, eredetileg egy szigetszerű táj volt az Alsó-Elbán, a Kehdinger Landban fekszik. Az idősebb Plinius leírása szerint a folyó partján élő emberek főleg halászatból éltek, hálóikat nádból és mocsári sásból készítették.
A freiburgi várat az ottani faluval együtt először 1154-ben említették, amikor I. Hartwig brémai érsek Stade, Bremervörde és Harburg falvakkal együtt kijavíttatta, hogy megvédjék magukat Oroszlán Henrik ellen. Feltételezhető, hogy Stade megye 1144 előtt építtette a várat. Az érsek és Oroszlán Henrik között folyó viták miatt 1158-ban tovább bővítették. Az intézkedés nem járt sikerrel, mivel Oroszlán Henrik 1167-ben elfoglalta Freiburgot, és ezt követően a földdel tette egyenlővé. A vár helyét még nem sikerült biztosan meghatározni.
1271-ben Hildebold von Wunstorf brémai érsek városi jogokat adott Freiburgnak, amit a későbbi hercegek és püspökök többször megerősítettek. Egy 1474-ből származó dokumentum szerint Freiburg városi joga hasonló a szomszédos Stade városéhoz. A városnak rakodási és vásárjogai is voltak.
Freiburg 1180-tól 1648-ig a brémai érsekséghez tartozott. A harmincéves háborút követően az Elba-Weser háromszögben fekvő Bréma-Verden birodalmi területét a vesztfáliai békében Svédországnak ítélték. Az 1675 és 1676 közötti svéd-brandenburgi háború során a Római Birodalom és Dánia több államának szövetsége a bréma-verdeni hadjárat során elfoglalta Freiburgot, amely a háború 1679-es végéig szövetséges birtokában maradt. A Saint-Germain-i béke idején Freiburg 1679-ben visszakerült Svédországhoz, amely 1712-ig megtartotta. Egy rövid, 1715-ig tartó dán uralom után a terület 1719-ben a Hannoveri Választófejedelemséghez került.
A napóleoni korszakban Freiburg, akárcsak az egész Elba-Weser háromszög, változó katonai megszállás alatt állt (Franciaország és Poroszország), és 1810-ben rövid időre a Vesztfáliai Királysághoz csatolták, mielőtt a Département des Bouches de l'Elbe részeként a Francia Birodalomhoz csatolták volna. A felszabadító háborúk és az 1814-es bécsi kongresszus után az egykori választófejedelemség a Hannoveri Királysághoz került, amely 1823-ban Bréma-Verden tartományt a Landdrostei Stade-hoz csatolta. A hannoveri igazságügyi reform során, amelyet később egész Németországra átvittek, 1852-ben létrehozták a Freiburg/Elbe kerületi bíróságot, amely az ugyanekkor megalakult freiburgi hivatal kerületéért volt felelős.
A német háború idején Poroszország annektálta a Hannoveri Királyságot, és tartományt csinált belőle. Freiburg így 80 éven át porosz uralom alatt állt, beleértve a Német Birodalom 1871-es megalakulását is.
Az első középiskola, a Gehobene Schule (más néven Rektorschule) 1872-ben nyílt meg. 1885-ben Freiburg a porosz kerületi alkotmány értelmében a Stade közigazgatási körzet Kehdingen kerületéhez került. Freiburg a kehdingeni járás városa volt, amíg 1932-ben be nem olvasztották a stadei járásba (1939. január 1-jétől: stadei járás).
A második világháború után újra alakult Hannover állam, amelyhez Freiburg is tartozott. Nem sokkal később, 1946-ban Freiburg és Hannover tartomány Alsó-Szászország része lett. A háború utáni első éveket számos menekült és kitelepített személy érkezése jellemezte, akik az egykori német keleti területekről érkeztek Kehdingenbe.

## Népesség
A település népességének változása:
| Lakosok száma | 1845 | 1858 | 1881 | 1856 | 1830 | 1838 |
|               | 2016 | 2017 | 2019 | 2021 | 2022 | 2023 |